# إيه أس بيتزاغيتوني
إيه أس بيتزاغيتوني هو نادي كرة قدم إيطالي أٌسس عام 1919.